# Xhosa
Xhosa, nigersko-kongoanski narod iz skupine pravih Bantua, naseljen na području Južnoafričke Republike i Lesota, osobito na jugozapadu provincije Eastern Cape i u Transkeiu. U starijim izvorima nazivani su imenima Kaferi ili Kafri (Kaffer, Kaffir). Prije dolaska Europljana kasne 1600-te oni naseljavaju kraj od rijeke Fish pa do južno od grada Durbana. U okršaje s Europljanima dolaze u 18. stoljeću (1770.) ekspanzijom burskih kolonista koji dolaze iz smjera provincije Cape, a od 1820-ih pod utjecajem su kršćanskih misionara. Sva njihova zemlja sredinnom 19. stoljeća doći će u ruke bijeloh doseljenika. Ujedinjenjem Južnoafričke unije 1910. pravo glasa dobilo je samo bijelo stanovništvo, dok je crnačko politikom aparthejda smješteno na rezervate (bantustane), Transkei i Ciskei, koji su 1994. postali provincijama.

## Jezik
Xhose govore istoimenim bantu jezikom koji pripada podskupini Nguni (S.40), a populacija im iznosi preko 7.000.000, uz brojne dijalekte: gealeka, ndlambe, gaika (ncqika), thembu, bomvana, mpondomse (mpondomisi), mpondo, xesibe, rhathabe, bhaca, cele, hlubi, mfengu.
Jezik sadrži mnoge riječi s klick (pucketavim)-glasove, posuđenim iz jezika kojsanskih naroda Bušmana i hotentoti|Hotentota

## Lokalne skupine
Narod Xhosa podijeljen je na brojne podgrupe, među kojima su glavne Gcaleka, Ngika, Ndlamba, Dushane, Qayi, Ntinde, Gqunkhwebe, Bhaca, Bomvana, Mfengu, Mpondo, Mpondomise, Xesibe i Thembu. 

## Privreda
Xhosa narod prvenstveno su ratari i stočari, uzgajivači goveda, koza i ovaca, čije meso je među njima najpopularnija hrana. Uzgajaju i kukuruz od kojega kuhaju kaši koja se jede s grahom i začinima, a mlijeko piju ukiseljeno. Danas mnogi odlaze u velike gradove tražiti posla kao radnici ili rade kao rudari. Seosko stanovništvo očuvalo je tradicionalno lončarstvo, tkanje i šivanje.

## Poznati Xhose
- Nelson Mandela
- Miriam Makeba

## Vanjske poveznice
- The Xhosa  Arhivirana inačica izvorne stranice od 5. siječnja 2012. (Wayback Machine)